# Mortes em janeiro de 2021
Mortes em 2021: ← Janeiro – Fevereiro – Março – Abril – Maio – Junho – Julho – Agosto – Setembro – Outubro – Novembro – Dezembro →
Esta é uma relação de pessoas notáveis que morreram durante o mês de janeiro de 2021, listando nome, nacionalidade, ocupação e ano de nascimento.

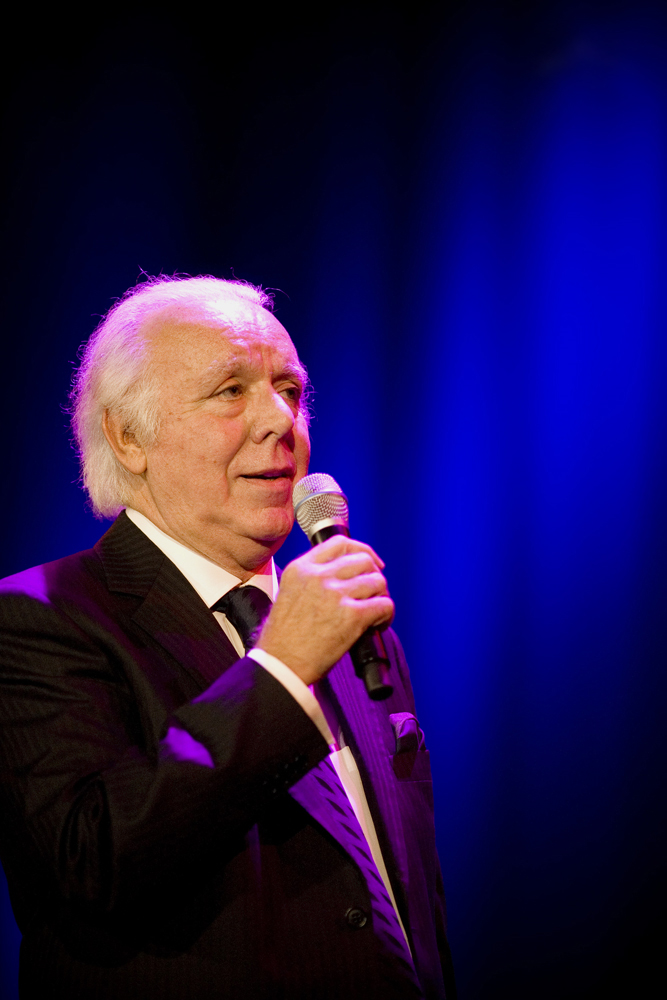
Carlos do Carmo, músico português

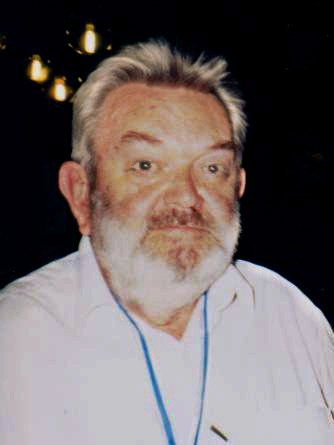
Martinus J. G. Veltman, físico neerlandês

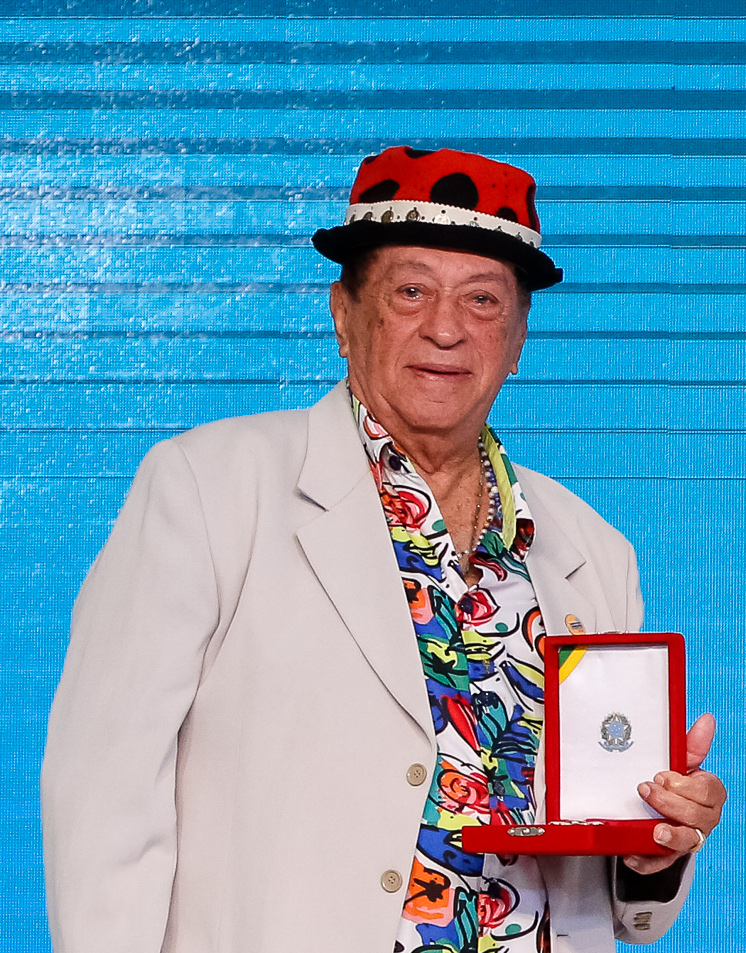
Genival Lacerda, cantor e compositor brasileiro

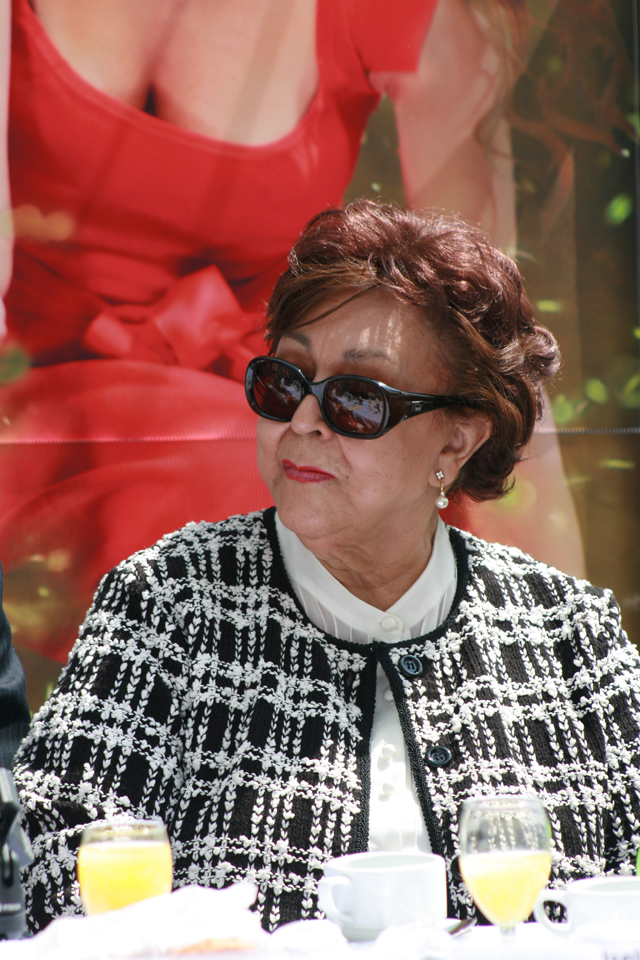
Marissa Garrido, dramaturga mexicana

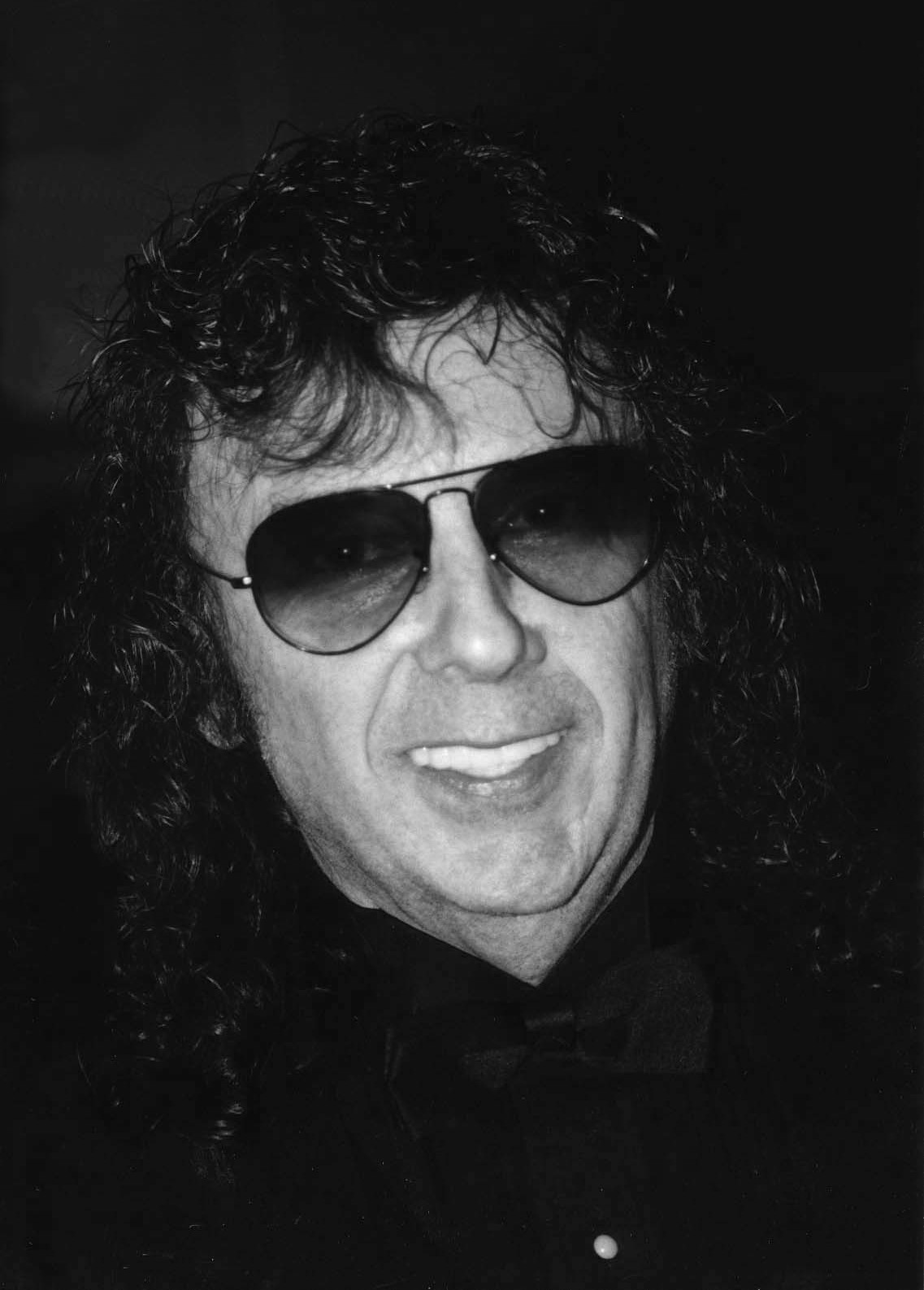
Phil Spector, produtor musical e compositor norte-americano

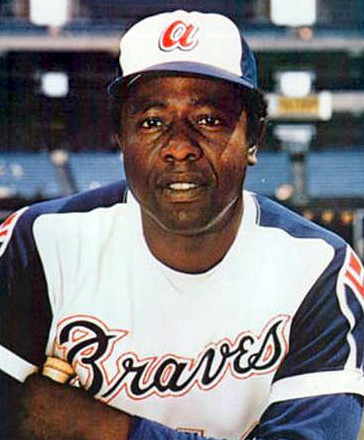
Hank Aaron, beisebolista norte-americano

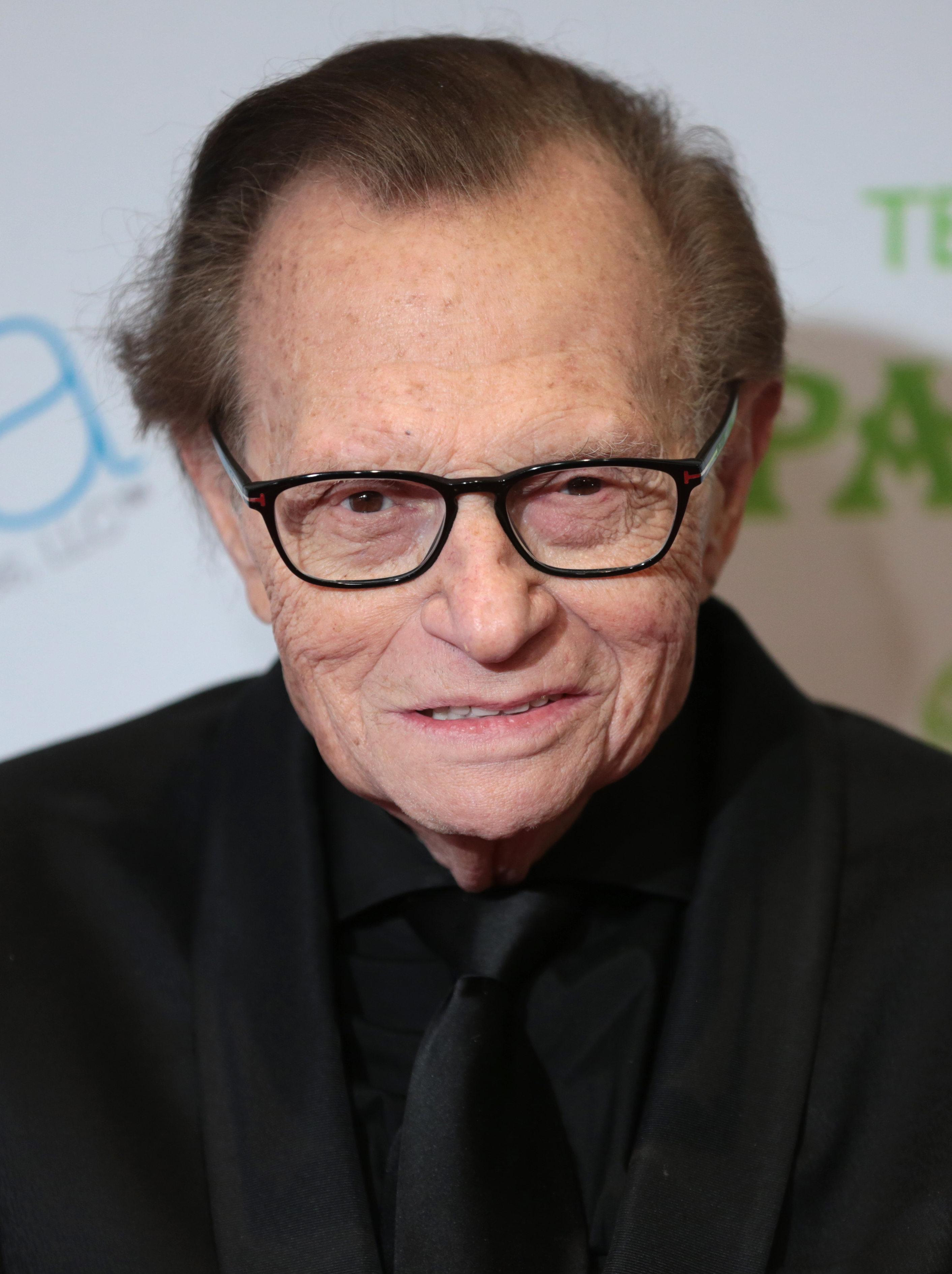
Larry King, apresentador de televisão e radialista norte-americano

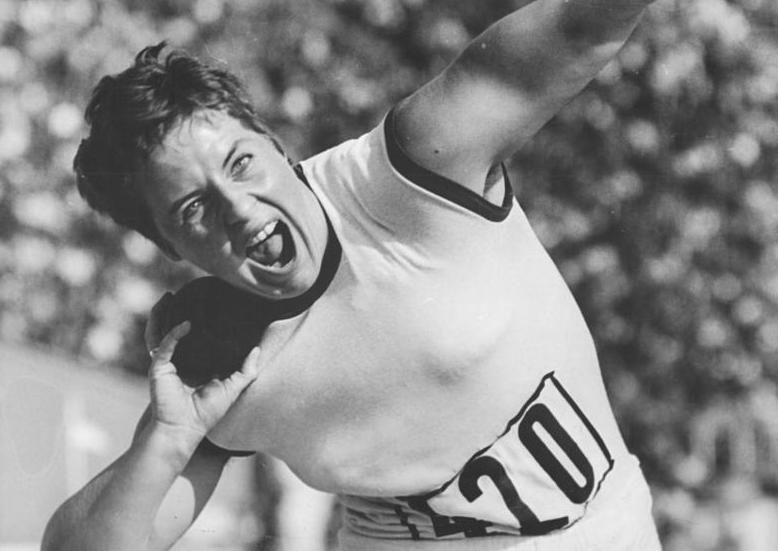
Margitta Gummel, atleta alemã

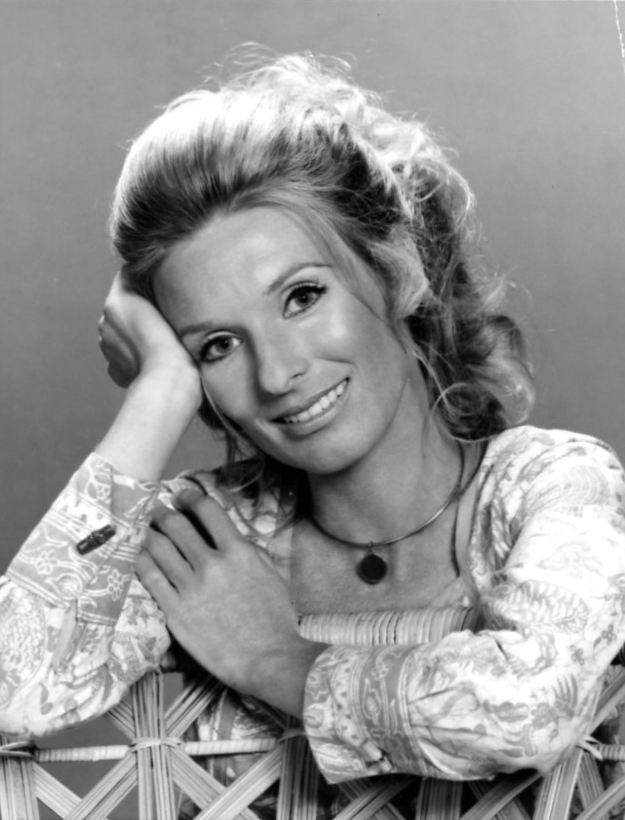
Cloris Leachman, atriz norte-americana

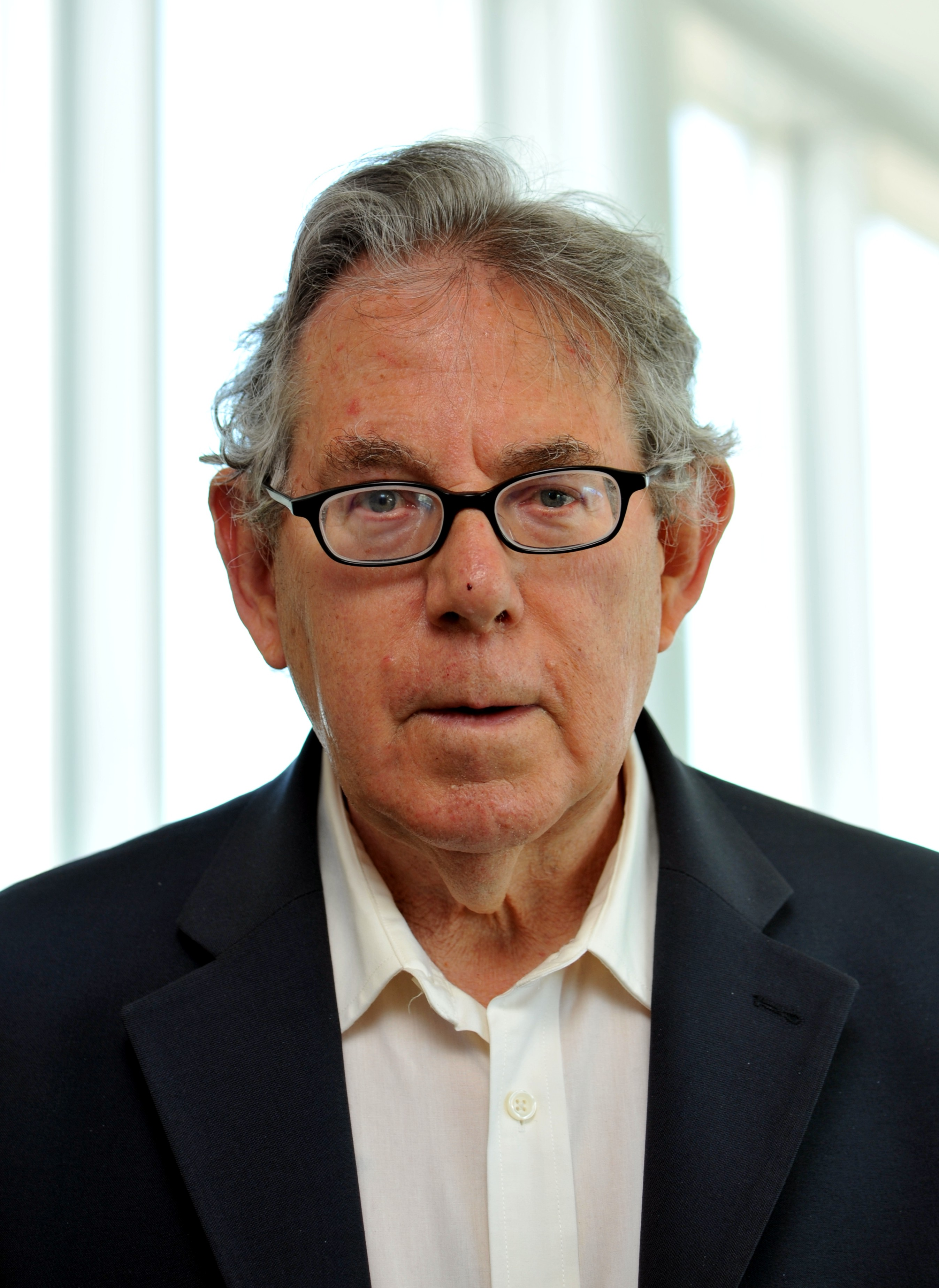
Paul Crutzen, químico neerlandês

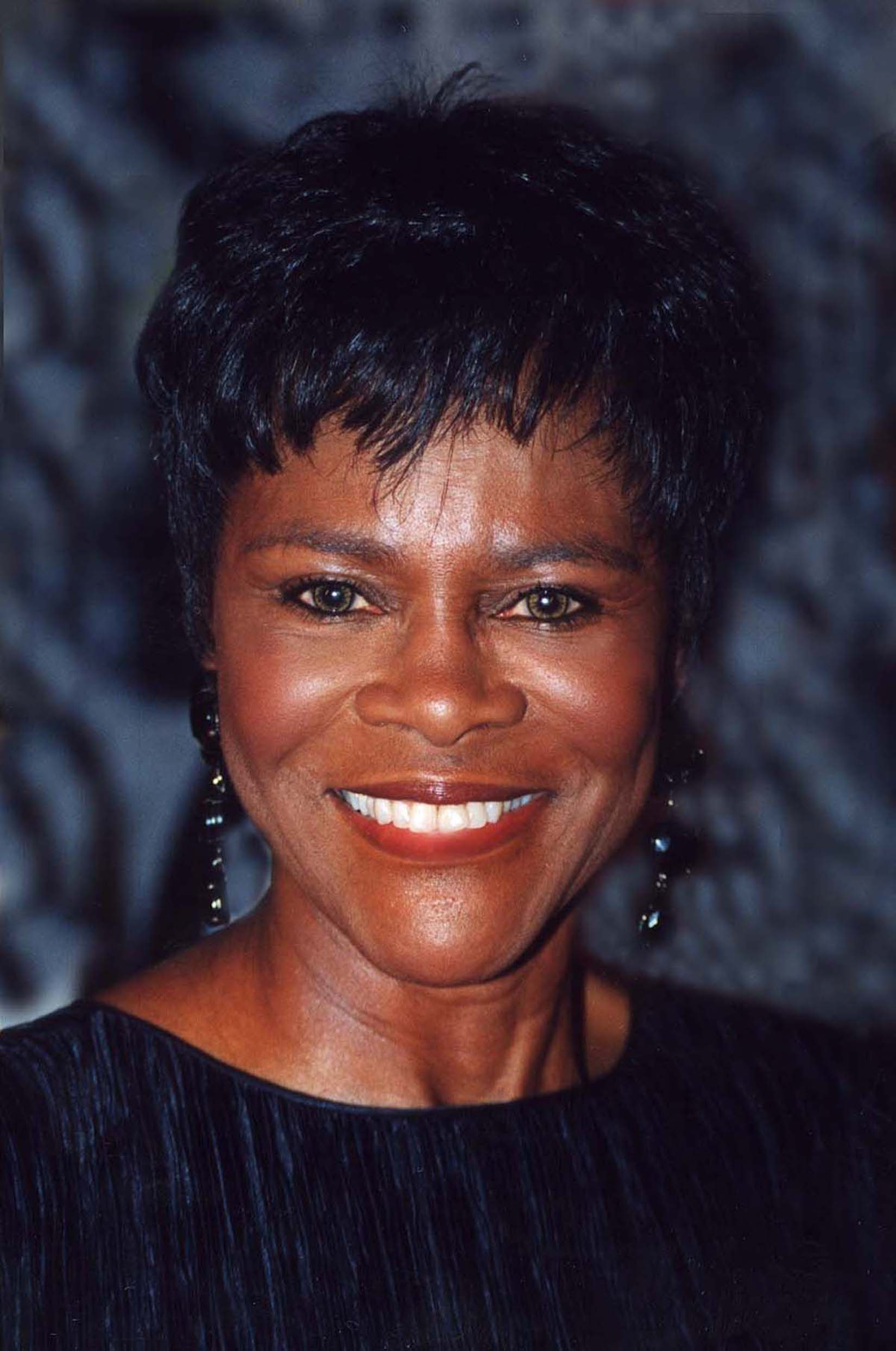
Cicely Tyson, atriz norte-americana

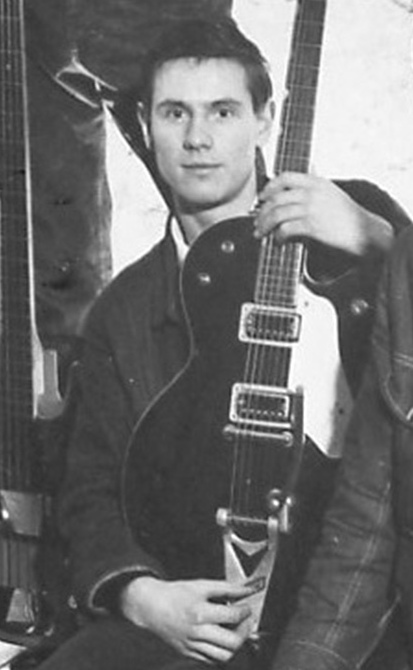
Hilton Valentine, músico britânico

| Dia | Nome                            | Profissão ou motivo de reconhecimento          | Nacionalidade                 | Nasc. | Ref     |
| --- | ------------------------------- | ---------------------------------------------- | ----------------------------- | ----- | ------- |
| 1   | Carlos do Carmo                 | Músico                                         | Portugal                      | 1939  | [ 1 ]   |
| 1   | José Cleonâncio da Fonseca      | Político                                       | Brasil                        | 1936  | [ 2 ]   |
| 1   | Pablo Hernández                 | Ciclista                                       | Colômbia                      | 1940  | [ 3 ]   |
| 2   | Cléber Eduardo Arado            | Futebolista                                    | Brasil                        | 1972  | [ 4 ]   |
| 2   | Paul Westphal                   | Jogador e treinador de basquetebol             | Estados Unidos                | 1950  | [ 5 ]   |
| 2   | Carlos Paiva Gonçalves Filho    | Médico                                         | Brasil                        | 1929  | [ 6 ]   |
| 3   | Roger Hassenforder              | Ciclista                                       | França                        | 1930  | [ 7 ]   |
| 3   | Naohiro Ikeda                   | Voleibolista                                   | Japão                         | 1940  | [ 8 ]   |
| 3   | Gerry Marsden                   | Cantor                                         | Reino Unido                   | 1942  | [ 9 ]   |
| 3   | Ricardo Akinobu Yamauti         | Político                                       | Brasil                        | 1949  | [ 10 ]  |
| 4   | Tanya Roberts                   | Atriz                                          | Estados Unidos                | 1955  | [ 11 ]  |
| 4   | Martinus J. G. Veltman          | Físico e professor universitário               | Países Baixos                 | 1931  | [ 12 ]  |
| 4   | Carol Bueno                     | Arquiteta                                      | Brasil                        | 1974  | [ 13 ]  |
| 5   | João Cutileiro                  | Escultor                                       | Portugal                      | 1937  | [ 14 ]  |
| 5   | José Carlos Silveira Braga      | Futebolista                                    | Brasil                        | 1930  | [ 15 ]  |
| 5   | Colin Bell                      | Futebolista                                    | Reino Unido                   | 1946  | [ 16 ]  |
| 5   | Bonifácio de Andrada            | Político, advogado e jornalista                | Brasil                        | 1930  | [ 17 ]  |
| 5   | C. George Boeree                | Psicólogo                                      | Estados Unidos/ Países Baixos | 1952  | [ 18 ]  |
| 7   | Genival Lacerda                 | Cantor e compositor                            | Brasil                        | 1931  | [ 19 ]  |
| 7   | Vladimir Kiselyov               | Atleta                                         | Ucrânia                       | 1957  | [ 20 ]  |
| 7   | Henri Schwery                   | Cardeal                                        | Suíça                         | 1932  | [ 21 ]  |
| 7   | Jan Blommaert                   | Linguista                                      | Bélgica                       | 1961  | [ 22 ]  |
| 7   | Alex Apolinário                 | Futebolista                                    | Brasil                        | 1996  | [ 23 ]  |
| 7   | Tommy Lasorda                   | Jogador e treinador de beisebol                | Estados Unidos                | 1927  | [ 24 ]  |
| 7   | Michael Apted                   | Cineasta                                       | Reino Unido                   | 1941  | [ 25 ]  |
| 7   | Marion Ramsey                   | Atriz                                          | Estados Unidos                | 1947  | [ 26 ]  |
| 8   | Mike Henry                      | Ator                                           | Estados Unidos                | 1936  | [ 27 ]  |
| 8   | Marissa Garrido                 | Dramaturga                                     | México                        | 1926  | [ 28 ]  |
| 8   | Květa Eretová                   | Xadrezista                                     | Chéquia                       | 1926  | [ 29 ]  |
| 8   | Steve Hendrickson               | Jogador de futebol americano                   | Estados Unidos                | 1966  | [ 30 ]  |
| 8   | Eve Branson                     | Filantropa                                     | Reino Unido                   | 1924  | [ 31 ]  |
| 8   | Katharine Whitehorn             | Jornalista                                     | Reino Unido                   | 1928  | [ 32 ]  |
| 9   | Isaak Markovich Khalatnikov     | Físico                                         | Rússia                        | 1919  | [ 33 ]  |
| 9   | Roberto Hernández Vázquez       | Ator e produtor de televisão                   | México                        | 1964  | [ 34 ]  |
| 9   | Jonice Siqueira Tristão         | Empresário                                     | Brasil                        | 1930  | [ 35 ]  |
| 10  | Walter Taibo                    | Futebolista                                    | Uruguai                       | 1931  | [ 36 ]  |
| 11  | José Alencar Furtado            | Advogado e político                            | Brasil                        | 1925  | [ 37 ]  |
| 11  | Sheldon Adelson                 | Empresário                                     | Estados Unidos                | 1933  | [ 38 ]  |
| 11  | William Thornton                | Astronauta                                     | Estados Unidos                | 1929  | [ 39 ]  |
| 11  | Roger Cayrel                    | Astrônomo                                      | França                        | 1925  | [ 40 ]  |
| 12  | Antônio Carlos de Almeida Braga | Empresário                                     | Brasil                        | 1926  | [ 41 ]  |
| 12  | Álvaro Mejía                    | Atleta                                         | Colômbia                      | 1940  | [ 42 ]  |
| 12  | João Henrique de Souza          | Delegado de polícia, juiz eleitoral e político | Brasil                        | 1943  | [ 43 ]  |
| 12  | Mona Malm                       | Atriz                                          | Suécia                        | 1935  | [ 44 ]  |
| 12  | Enrique Pineda                  | Cineasta                                       | Cuba                          | 1933  | [ 45 ]  |
| 12  | Margaret Weston                 | Museóloga                                      | Reino Unido                   | 1928  | [ 46 ]  |
| 12  | John Graham Ramsay              | Geólogo                                        | Reino Unido                   | 1931  | [ 47 ]  |
| 13  | Maguito Vilela                  | Político                                       | Brasil                        | 1949  | [ 48 ]  |
| 13  | Joël Robert                     | Motociclista                                   | Bélgica                       | 1943  | [ 49 ]  |
| 13  | Eusébio Oscar Scheid            | Cardeal                                        | Brasil                        | 1932  | [ 50 ]  |
| 13  | Natália de Sousa                | Atriz                                          | Portugal                      | 1947  | [ 51 ]  |
| 13  | Bernd Kannenberg                | Atleta                                         | Alemanha                      | 1942  | [ 52 ]  |
| 13  | Sylvain Sylvain                 | Guitarrista                                    | Estados Unidos                | 1951  | [ 53 ]  |
| 13  | Algaci Tulio                    | Político e comunicador                         | Brasil                        | 1940  | [ 54 ]  |
| 14  | Carlo Franchi                   | Automobilista                                  | Itália                        | 1938  | [ 55 ]  |
| 14  | Cliff Burvill                   | Ciclista                                       | Austrália                     | 1937  | [ 56 ]  |
| 14  | Péricles Ferreira dos Anjos     | Médico e político                              | Brasil                        | 1943  | [ 57 ]  |
| 14  | Yrjö Rantanen                   | Enxadrista                                     | Finlândia                     | 1950  | [ 58 ]  |
| 15  | Gerardo Malla                   | Ator e diretor teatral                         | Espanha                       | 1936  | [ 59 ]  |
| 15  | Dale Baer                       | Animador e professor                           | Estados Unidos                | 1950  | [ 60 ]  |
| 15  | Marta Vannucci                  | Bióloga                                        | Brasil                        | 1921  | [ 61 ]  |
| 16  | Phil Spector                    | Produtor musical e compositor                  | Estados Unidos                | 1939  | [ 62 ]  |
| 17  | Abel Gabuza                     | Arcebispo                                      | África do Sul                 | 1955  | [ 63 ]  |
| 17  | Hamilton Carvalhido             | Magistrado                                     | Brasil                        | 1941  | [ 64 ]  |
| 17  | Alex Periscinoto                | Publicitário                                   | Brasil                        | 1925  | [ 65 ]  |
| 17  | Muriel Grossfeld                | Ginasta artística                              | Estados Unidos                | 1940  | [ 66 ]  |
| 18  | Lubomir Kavalek                 | Enxadrista                                     | Chéquia/ Estados Unidos       | 1943  | [ 67 ]  |
| 18  | Dani Shmulevich-Rom             | Futebolista                                    | Israel                        | 1940  | [ 68 ]  |
| 19  | José Alves dos Santos           | Futebolista                                    | Brasil                        | 1934  | [ 69 ]  |
| 19  | Gustavo Peña                    | Futebolista                                    | México                        | 1941  | [ 70 ]  |
| 19  | Lam Quang Thi                   | Militar                                        | Vietname                      | 1932  | [ 71 ]  |
| 19  | Felipe Quispe                   | Ativista e político                            | Bolívia                       | 1942  | [ 74 ]  |
| 20  | Geraldo Antônio Miotto          | General                                        | Brasil                        | 1955  | [ 75 ]  |
| 20  | Mira Furlan                     | Atriz                                          | Croácia                       | 1955  | [ 76 ]  |
| 20  | Justin Lekhanya                 | Militar e político                             | África do Sul                 | 1938  | [ 77 ]  |
| 20  | Storrs Olson                    | Biólogo                                        | Estados Unidos                | 1944  | [ 78 ]  |
| 20  | Abrantes Serra                  | Militar                                        | Portugal                      | 1938  | [ 79 ]  |
| 21  | Peter Swan                      | Futebolista                                    | Reino Unido                   | 1936  | [ 80 ]  |
| 21  | José Pampuro                    | Político                                       | Argentina                     | 1949  | [ 81 ]  |
| 21  | Bob Avian                       | Coreógrafo                                     | Estados Unidos                | 1937  | [ 82 ]  |
| 22  | Hank Aaron                      | Beisebolista                                   | Estados Unidos                | 1934  | [ 83 ]  |
| 22  | Ricardo Durão                   | Pentatleta                                     | Portugal                      | 1928  | [ 84 ]  |
| 22  | Luton Shelton                   | Futebolista                                    | Jamaica                       | 1985  | [ 85 ]  |
| 22  | Raimo Suikkanen                 | Ciclista                                       | Finlândia                     | 1942  | [ 86 ]  |
| 23  | Larry King                      | Apresentador de televisão e radialista         | Estados Unidos                | 1933  | [ 87 ]  |
| 23  | Alberto Grimaldi                | Produtor de cinema                             | Itália                        | 1925  | [ 88 ]  |
| 23  | Eloy José Ranzi                 | Político                                       | Brasil                        | 1941  | [ 89 ]  |
| 23  | Carlos Antunes                  | Político                                       | Portugal                      | 1940  | [ 90 ]  |
| 23  | Hal Holbrook                    | Ator                                           | Estados Unidos                | 1925  | [ 91 ]  |
| 24  | Franciszek Kokot                | Médico                                         | Polónia                       | 1929  | [ 92 ]  |
| 24  | Muhanna Al-Dura                 | Pintor                                         | Jordânia                      | 1938  | [ 93 ]  |
| 24  | António Cardoso e Cunha         | Político                                       | Portugal                      | 1933  | [ 94 ]  |
| 24  | Demósthenes Chilingutila        | General e político                             | Angola                        | 1947  | [ 95 ]  |
| 25  | Enrique Tábara                  | Pintor                                         | Equador                       | 1930  | [ 96 ]  |
| 25  | Harthorne Wingo                 | Basquetebolista                                | Estados Unidos                | 1947  | [ 72 ]  |
| 25  | David Bright                    | Militar e treinador de futebol                 | Botswana                      | 1956  | [ 97 ]  |
| 25  | Chico Borja                     | Futebolista                                    | Equador                       | 1959  | [ 98 ]  |
| 26  | Lars Norén                      | Dramaturgo, poeta e encenador                  | Suécia                        | 1944  | [ 99 ]  |
| 26  | Jozef Vengloš                   | Jogador e treinador de futebol                 | Eslováquia                    | 1936  | [ 100 ] |
| 26  | John Mortimore                  | Jogador e treinador de futebol                 | Reino Unido                   | 1934  | [ 101 ] |
| 26  | Margitta Gummel                 | Atleta                                         | Alemanha                      | 1941  | [ 102 ] |
| 26  | Cloris Leachman                 | Atriz                                          | Estados Unidos                | 1926  | [ 103 ] |
| 26  | Fábio Lúcio Rodrigues Avelar    | Político                                       | Brasil                        | 1949  | [ 104 ] |
| 27  | Ygona Moura                     | Influenciadora digital, blogueira e youtuber   | Brasil                        | 1997  | [ 105 ] |
| 27  | Mehrdad Minavand                | Futebolista, treinador de futebol e cantor     | Irão                          | 1975  | [ 106 ] |
| 27  | Adrián Campos                   | Automobilista e empresário                     | Espanha                       | 1960  | [ 107 ] |
| 27  | Johnnie Baima                   | Atriz, dançarina e drag queen                  | Estados Unidos                | 1960  | [ 108 ] |
| 28  | Paul Crutzen                    | Químico                                        | Países Baixos                 | 1933  | [ 109 ] |
| 28  | Cicely Tyson                    | Atriz                                          | Estados Unidos                | 1924  | [ 110 ] |
| 28  | Lewis Wolpert                   | Biólogo                                        | Reino Unido                   | 1929  | [ 111 ] |
| 29  | Calane da Silva                 | Poeta, escritor e jornalista                   | Moçambique                    | 1945  | [ 112 ] |
| 29  | Beatriz Barba                   | Arqueóloga                                     | México                        | 1928  | [ 113 ] |
| 29  | Yvon Douis                      | Futebolista                                    | França                        | 1935  | [ 73 ]  |
| 29  | Bunki Bankaitis-Davis           | Ciclista                                       | Estados Unidos                | 1958  | [ 114 ] |
| 29  | José Júlio                      | Matador de toiros                              | Portugal                      | 1935  | [ 115 ] |
| 29  | Hilton Valentine                | Músico                                         | Reino Unido                   | 1943  | [ 116 ] |
| 30  | Sophie                          | Cantora, compositora e DJ                      | Reino Unido                   | 1986  | [ 117 ] |
| 30  | Líber Gadelha                   | Produtor musical                               | Brasil                        | 1956  | [ 118 ] |
| 30  | António Cordeiro                | Ator                                           | Portugal                      | 1959  | [ 119 ] |
| 30  | Licínio França                  | Ator                                           | Portugal                      | 1953  | [ 120 ] |
| 30  | Pantelei Sandulache             | Político                                       | Moldávia                      | 1956  | [ 121 ] |
| 30  | Rafael Gallardo García          | Bispo                                          | México                        | 1927  | [ 122 ] |
| 30  | Jay Blumler                     | Académico                                      | Estados Unidos Reino Unido    | 1924  | [ 123 ] |
| 31  | Andrej Hryc                     | Ator                                           | Eslováquia                    | 1949  | [ 124 ] |